# ارنست شولتز
ارنست شولتز (انگلیسی: Ernest Schultz; ۲۹ ژانویهٔ ۱۹۳۱ – ۲۰ سپتامبر ۲۰۱۳) بازیکن فوتبال اهل فرانسه بود.
از باشگاه‌هایی که در آن بازی کرده‌است می‌توان به باشگاه فوتبال المپیک لیون، باشگاه فوتبال تولوز، و باشگاه فوتبال نانسی اشاره کرد.
وی همچنین در تیم ملی فوتبال فرانسه بازی کرده‌است.